# Ляпидевский, Роберт Анатольевич
Роберт Анатольевич Ляпидевский (род. 1937) — советский актёр, народный артист РФ (2013).

## Биография
Родился 4 февраля 1937 года в Москве в семье советского полярного лётчика, первого Героя Советского Союза — Анатолия Ляпидевского. Назван отцом в честь путешественника Роберта Пири.
Учился в школе № 110, а с 1950 по 1951 годы — в Ленинградском нахимовском военно-морском училище. Получив среднее образование, пошёл работать на московский 30-й авиационный завод. Затем служил в армии, где начал заниматься художественной самодеятельностью.
В Театр Образцова попал случайно — его друг работал музыкантом в оркестре этого театра, он и предложил Ляпидевскому пойти в театр. Он встретился с Зиновием Гердтом, который придал Роберту уверенности. С 1 января 1959 года Роберт Анатольевич служит в данном театре. Является членом Попечительского совета Фонда развития детских кукольных театров.
Несколько ролей сыграл в кино. Озвучивал мультипликационные и кукольные фильмы, принимал участие в детских и учебных телевизионных передачах. Ляпидевский стоял у истоков детской передачи «Спокойной ночи, малыши».

## Семья
Отец — Ляпидевский, Анатолий Васильевич (1908—1983), лётчик, первый Герой Советского Союза
Мать — Ирина Александровна (1916—2007)
Сестра — Ляпидевская, Александра Анатольевна (1932—2019), режиссёр, вдова актёра Анатолия Кузнецова
Супруга — Елена Александровна (род. 1940)
- Сыновья — Анатолий (род. 1973), Василий (род. 1977)

## Творчество
- 1968 — Необыкновенный концерт — пианист / Апломбов, конферансье
- 1973 — Божественная комедия (телеспектакль) — Архангел «Б» (Дьявол)[5]
- 1984 — По щучьему велению (телеспектакль) — боярин
- 2012 — Жизнь и судьба — Майзель, хирург в саратовском госпитале
- 2013 — Две зимы и три лета — Пронька, ветеринар